# Formigny
Formigny és un municipi francès situat al departament de Calvados i a la regió de Normandia. L'any 2007 tenia 257 habitants.

## Demografia

### Població
El 2007 la població de fet de Formigny era de 257 persones. Hi havia 100 famílies de les quals 28 eren unipersonals (4 homes vivint sols i 24 dones vivint soles), 28 parelles sense fills, 40 parelles amb fills i 4 famílies monoparentals amb fills.
La població ha evolucionat segons el següent gràfic:
Habitants censats

### Habitatges
El 2007 hi havia 128 habitatges, 100 eren l'habitatge principal de la família, 24 eren segones residències i 4 estaven desocupats. 120 eren cases i 7 eren apartaments. Dels 100 habitatges principals, 78 estaven ocupats pels seus propietaris, 21 estaven llogats i ocupats pels llogaters i 1 estava cedit a títol gratuït; 7 tenien dues cambres, 14 en tenien tres, 25 en tenien quatre i 54 en tenien cinc o més. 69 habitatges disposaven pel capbaix d'una plaça de pàrquing. A 59 habitatges hi havia un automòbil i a 33 n'hi havia dos o més.

### Piràmide de població
La piràmide de població per edats i sexe el 2009 era:
| Homes | Edats   | Dones |
| ----- | ------- | ----- |
| 0     | 95 o +  | 0     |
| 0     | 90 a 94 | 0     |
| 0     | 85 a 89 | 0     |
| 0     | 80 a 84 | 0     |
| 12    | 75 a 79 | 8     |
| 16    | 70 a 74 | 12    |
| 4     | 65 a 69 | 8     |
| 0     | 60 a 64 | 4     |
| 0     | 55 a 59 | 8     |
| 4     | 50 a 54 | 0     |
| 8     | 45 a 49 | 8     |
| 8     | 40 a 44 | 8     |
| 16    | 35 a 39 | 8     |
| 4     | 30 a 34 | 8     |
| 8     | 25 a 29 | 12    |
| 4     | 20 a 24 | 4     |
| 4     | 15 a 19 | 8     |
| 8     | 10 a 14 | 20    |
| 16    | 5 a 9   | 4     |
| 8     | 0 a 4   | 8     |

## Economia
El 2007 la població en edat de treballar era de 152 persones, 111 eren actives i 41 eren inactives. De les 111 persones actives 103 estaven ocupades (59 homes i 44 dones) i 8 estaven aturades (1 home i 7 dones). De les 41 persones inactives 11 estaven jubilades, 13 estaven estudiant i 17 estaven classificades com a «altres inactius».

### Ingressos
El 2009 a Formigny hi havia 104 unitats fiscals que integraven 281 persones, la mediana anual d'ingressos fiscals per persona era de 17.399 €.

### Activitats econòmiques
Dels 15 establiments que hi havia el 2007, 1 era d'una empresa extractiva, 2 d'empreses de fabricació d'altres productes industrials, 1 d'una empresa de construcció, 3 d'empreses de comerç i reparació d'automòbils, 1 d'una empresa de transport, 2 d'empreses d'hostatgeria i restauració, 1 d'una empresa financera, 1 d'una empresa immobiliària, 1 d'una empresa de serveis i 2 d'entitats de l'administració pública.
L'any 2000 a Formigny hi havia 22 explotacions agrícoles que ocupaven un total de 1.005 hectàrees.

## Poblacions més properes
El següent diagrama mostra les poblacions més properes.